# Otto Frisch
Pour les articles homonymes, voir Frisch.
Otto Robert Frisch (1er octobre 1904 – 22 septembre 1979) est un physicien austro-britannique. Avec son collaborateur Rudolf Peierls, il conçoit le premier mécanisme théorique pour l'explosion d'une bombe atomique en 1940.

## Biographie
Frisch est juif, né à Vienne en 1904, fils d'un peintre et d'une pianiste de concert. Il est doué artistiquement et a également hérité de sa tante Lise Meitner l'amour de la physique. Il commence une période d'étude à l'université de Vienne et est diplômé en 1926 pour des travaux sur les effets de l'électron récemment découvert sur les sels. Après quelques années de travail dans des laboratoires assez quelconques en Allemagne, Frisch obtient un poste à Hambourg auprès du scientifique lauréat du prix Nobel Otto Stern. Il y réalise des travaux novateurs sur la diffraction des atomes (en utilisant des surfaces cristallines) et prouve également que le moment magnétique du proton est bien plus élevé que supposé auparavant.
L'arrivée d'Adolf Hitler à la chancellerie allemande en 1933 conduit Otto Robert Frisch à prendre la décision de partir à Londres où il rejoint le personnel du Collège Birkbeck. Il y travaille avec le physicien Patrick Blackett sur la technologie de la chambre à brouillard et la radioactivité artificielle. Il prolonge ce déplacement avec une mission de cinq ans à Copenhague avec Niels Bohr où il se spécialise surtout en physique nucléaire, et en particulier dans la physique des neutrons.
Durant les vacances de Noël 1938, il rend visite à sa tante Lise Meitner à Kungälv. Pendant son séjour, elle est informée que Otto Hahn et Fritz Strassmann à Berlin ont découvert que la collision d'un neutron avec un noyau d'uranium produisait l'élément baryum comme l'un de ses sous-produits. Hahn ne parvenait pas à expliquer physiquement ce résultat de son analyse radiochimique. Frisch et Meitner font l'hypothèse que le noyau d'uranium s'est cassé en deux, expliquent le processus (en termes de charge électrique excessive), estiment l'énergie libérée, forgent le terme fission pour le décrire et étudient la possibilité d'une réaction en chaîne. Les restrictions politiques de l'époque nazie forcent l'équipe à publier séparément. L'article de Hahn décrit l'expérience et certifie que l'atome a fissionné. L'article de Meitner et Frisch explique la physique à l'origine du phénomène. Frisch retourne à Copenhague où il est rapidement capable d'isoler les fragments produits par les réactions de fission.
Pendant l'été 1939, Frisch quitte le Danemark pour ce qu'il pense être un court voyage à Birmingham. Mais le déclenchement de la Seconde Guerre mondiale empêche son retour. Ayant la guerre à l'esprit, lui-même et le physicien Rudolf Peierls rédigent le mémorandum de Frisch et Peierls, premier document établissant un procédé par lequel une explosion atomique peut être produite ; en utilisant de l'uranium 235 séparé qui ne nécessite qu'une assez faible masse critique pouvant être rendue critique avec des explosifs conventionnels et créer une détonation extrêmement puissante. Le mémorandum va jusqu'à prédire les effets d'une telle explosion - de la déflagration initiale jusqu'aux retombées radioactives.
Ce mémorandum est la base des travaux britanniques sur la fabrication d'une bombe atomique (le projet Tube Alloys) et également celle du projet Manhattan sur lequel Frisch travaille comme membre de la délégation britannique. Il part aux États-Unis en 1943 après être devenu citoyen britannique en urgence. En 1946, il retourne en Angleterre pour prendre le poste de la division de physique nucléaire du Atomic Energy Research Establishment à Harwell, bien qu'il ait également passé une partie importante des trente années suivantes à enseigner à Cambridge où il est Jacksonian Professor of Natural Philosophy et membre du Trinity College.
Il quitte la chaire d'enseignement en 1972 pour se concentrer sur ses livres et ses intérêts commerciaux. Il meurt en 1979. Il a toujours de la famille aux États-Unis, dont Adam Frisch, un ancien lobbyiste dans l'État de Géorgie.

## Distinction
- Membre de la Royal Society (FRS)